# Hotchkiss H-39

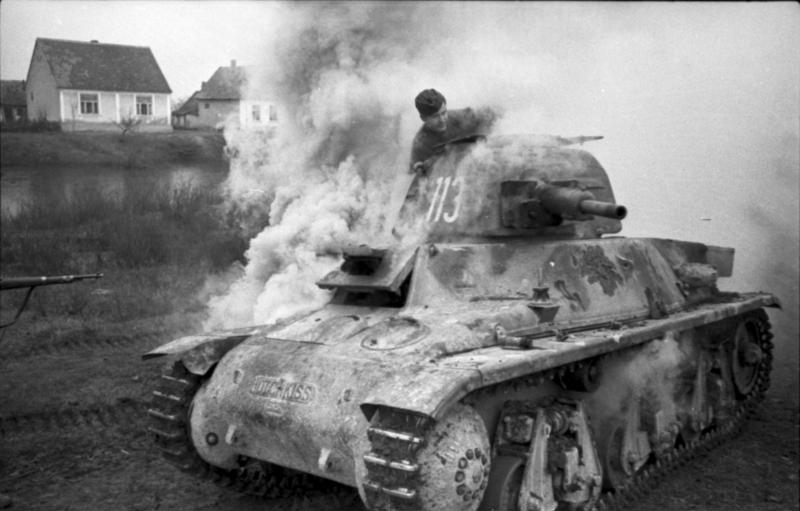
H-39 (französischer Beutepanzer) bei einer Übung auf dem Balkan, Januar 1944.

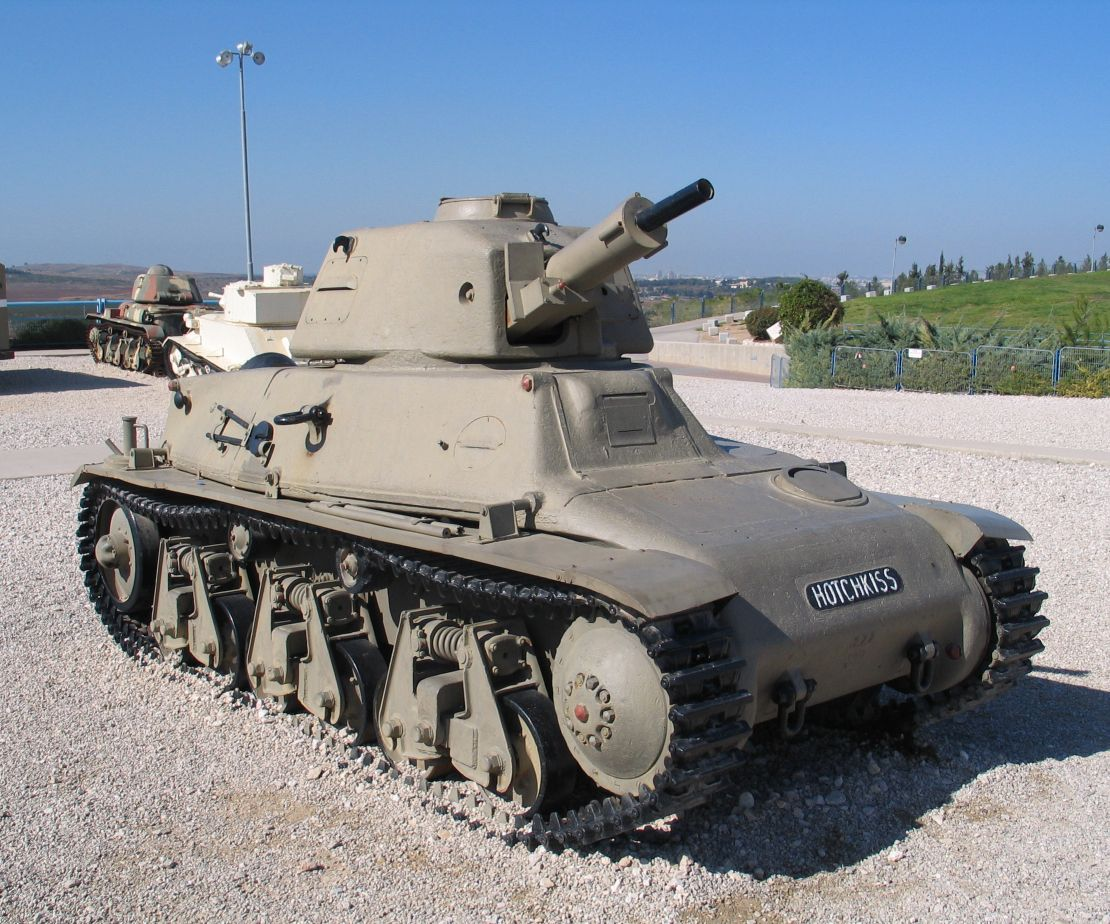
Hotchkiss H-39 im Yad la-Shiryon Panzer-Museum, Israel

Der Hotchkiss H-39, oder Char léger modèle 1935 H modifié 39, war ein leichter Panzer von Hotchkiss et Cie. Er wurde von der französischen Armee im Zweiten Weltkrieg eingesetzt und stellte eine stärker motorisierte Weiterentwicklung des Typs H-35 dar. Insgesamt wurden 692 Hotchkiss H-39 gebaut.

## Geschichte
Die französische Kavallerie forderte nach der Einführung des Hotchkiss H-35 eine höhere Geschwindigkeit. Um diese Anforderung zu erfüllen, wurden ab Oktober 1936 Versuche durchgeführt, einen stärkeren Motor einzubauen. Der erste Prototyp war 1937 fertig und hatte 120 PS statt bisher 78 PS. Der stärkere Motor vom Typ 6 L 6 benötigte mehr Platz, deshalb musste auch die hintere Oberwanne verändert werden. Zur Verbesserung der Geschwindigkeit wurden auch Änderungen an der Radaufhängung vorgenommen, die letztlich das Gewicht auf 12,1 t ansteigen ließen. Doch mit einer neuen Höchstgeschwindigkeit von 36,5 km/h war nicht nur eine erhebliche Geschwindigkeitssteigerung erreicht worden, auch ließ sich das Fahrzeug nun viel besser steuern.
Am 31. Januar 1939 wurde der geänderte Entwurf der Commission d'Expérimentations de l'Infanterie vorgeführt. Diese hatte das Fahrzeug zuvor abgelehnt. Tatsächlich wurde der, nun von offizieller Seite als Char léger modèle 1935 H modifié 39 bezeichnete, Panzer freigegeben. Zusätzlich wurde am 18. Februar entschieden, dass dieses Modell ab dem 401sten Fahrzeug das vorher gebaute Modell ablösen sollte. Für den verbesserten Typ wurden in Summe Aufträge für 900 Fahrzeuge erteilt.
Für den neuen Typ verwendet Hotchkiss die Bezeichnung Char léger Hotchkiss modèle 38 série D, während die Bezeichnung Char léger Hotchkiss modèle 35 série B für die frühen Fahrzeug galt. Diese neue Werksbezeichnung sorgte für viel Verwirrung, da ja der Panzer im Wesentlichen der gleiche geblieben war, nur eben eine spätere Ausführung darstellte. Doch um eine klare Unterscheidung zu ermöglichen, bürgerte sich schon damals die Bezeichnung H-39 ein, die sich in Frankreich und international durchsetzte. Nur die Wehrmacht orientierte sich an der Werksbezeichnung und verwendete für die H-39 die Bezeichnung Hotchkiss 38 H (f).
Die letzte Änderung erfuhr das Fahrzeug ab dem 480. Fahrzeug mit der Einführung der 3,7-cm-Kanone L/33 SA38.

## Einsatz

### Frankreich
Mit einer guten Panzerung und einem leistungsfähigen Motor war der Char léger modèle 1935 H modifié 39 im Jahr 1939 ein durchaus guter Panzer. Schwachpunkte blieben die Bewaffnung, fehlende Kommunikationsmittel und die Überforderung des Kommandanten, der neben den Anweisungen an den Fahrer auch noch alleine die Waffen des Panzers zu bedienen hatte. Das war auf die konzeptionelle Ausrichtung und die Einsatzprinzipien der französischen Armee zurückzuführen, die insoweit vom Renault FT aus dem Ersten Weltkrieg ungeändert übernommen wurden. In der Gesamtbetrachtung muss er deshalb bei seinem ersten Einsatz im Kriegsjahr 1940 als veraltetes Fahrzeug bewertet werden.
Die Einführung der 37-mm-Kanone L/33 SA38, mit der jedoch nur die Panzer des 3ieme D.L.M. ausgerüstet wurden, war eine erhebliche Kampfwertsteigerung.

## Weitere Verwendung bei der Wehrmacht
Mit dem schnellen Sieg der angreifenden Wehrmacht im Jahr 1940 fielen die produzierten Fahrzeuge in die Hände der Wehrmacht. Diese führte die nicht zerstörten Fahrzeuge einer weiteren Nutzung zu. Das Fahrzeug erhielt bei der Wehrmacht die Kennnummer fremden Geräts 735 (f).
Nach dem Abschluss der Angriffsoperation im Westen, die mit der französischen Kapitulation endete, waren etwa 550 H-35, H-38 und H-39 von der Wehrmacht erbeutet worden. Die noch im schnellen Wachstum befindliche deutsche Armee nutzte einen Teil unmittelbar und nach Umbau als
- Panzerkampfwagen 35 H 734 (f) – Pz.Kpfw. 35 H 734 (f)
- Panzerkampfwagen 38 H 735 (f) – Pz.Kpfw. 38 H 735 (f)
- 7,5-cm-PaK 40 auf Fgst. Pz.Kpfw. 38 H (f) – Marder I – 24 Stück
- 10,5-cm-leFH 18/40 auf Geschützwagen 38 H (f) – 48 Stück
- Großer Funk- und Befehlspanzer 38 H (f)
- Mörserzugmittel auf Fgst. Pz.Kpfw. 38 H (f)

Hierbei wurde für erbeutete und geringfügig veränderte Fahrzeuge eine Fremdgerätekennnummer, hier 734 und 735, vergeben. Die Wehrmacht interessiert sich in der Unterscheidung der Fahrzeuge nicht für die Bewaffnung, so dass die Bezeichnung H-39 keine Berücksichtigung fand. Nur die technisch unterschiedlichen Fahrgestelle fanden Berücksichtigung, so dass nur die Typen H-35 und H-38 auftauchen.
Bei größeren Umbauten entfiel die Kennnummer und es wurde eine funktionale Bezeichnung gewählt, die jedoch die Herkunft des Fahrzeugs aufzeigte, wie Pz.Kpfw. 38 H (f).

### Finnland
Während des Angriffs auf die Sowjetunion wurde die Panzerabteilung 211 stationiert, die mit Hotchkiss-Panzern ausgerüstet war. Drei Fahrzeuge wurden 1944 zu 7,5-cm-Selbstfahrlafetten umgebaut. Mit den unabhängigen Panzerkampfwagen-Zügen 217, 218 und 219 wurde der 20. Gebirgsarmee im Februar 1942 weitere Einheiten mit Hotchkiss-Panzern zugeführt. Die einzelnen Züge waren genauso aufgebaut, wie die der Abteilung 211: Ein Somua S-35 als Führungsfahrzeug und je vier weitere Hotchkiss. Nach KStN 1171c vom 1. April 1941 bestand jede der drei Kompanien einer derartigen Abteilung aus fünf Somua S-35 und 12 Hotchkiss H-39. Im Verlauf des weiteren Krieges wurden die Einheiten aufgelöst und die Panzer als Bunker eingesetzt. Die Mannschaften wurden zur Aufstellung der Sturmgeschützbatterien 741 und 742 abkommandiert.

### Balkan
Nachdem die Wehrmacht mit Hilfe der alliierten Kräfte 1941 die Balkanländer besetzt hatte, gab es immer wieder Kämpfe zwischen Partisanenverbänden und den Besatzungstruppen. Größere Kämpfe gab es in Jugoslawien, wo die 7. SS-Freiwilligen-Gebirgs-Division „Prinz Eugen“ mit Hotchkiss-Panzern zum Einsatz kam. Doch auch die Panzerkompanie 12 z.b.V. und die I. Abteilung / Panzerregiment 202 in dieser Region waren mit Hotchkiss-Panzern ausgerüstet.

### Frankreich
Die in Frankreich für Ausbildungs- und Sicherungsaufgaben eingesetzten Hotchkiss wurden nach der alliierten Landung zum Teil in die Kämpfe in der Normandie verwickelt. So kamen die Panzerabteilung 206, die Panzerersatz- und Ausbildungsabteilung 100 und die Beute-Sturmgeschützabteilung 200 zum Einsatz.
Von 361 Panzerkampfwagen 38 H (f), die noch im Juni 1943 in den Bestandsmeldungen der Wehrmacht zu finden waren, waren im Dezember 1944 nur noch 60 übrig.

### Israel
Nach dem Zweiten Weltkrieg verkauften die Franzosen zehn Exemplare an die Israelischen Streitkräfte.

## Technische Daten
| Hotchkiss H-39               |                                       |
| 0Allgemeine Eigenschaften    |                                       |
| Besatzung                    | zwei Mann                             |
| Masse                        | 12 t                                  |
| spez. Bodendruck             | 0,90 kg/cm²                           |
| Länge                        | 4,22 m                                |
| Breite                       | 1,85 m                                |
| Höhe                         | 2,14 m                                |
| Bodenfreiheit                | 37 cm                                 |
| Kettenbreite                 | 27 cm                                 |
| 0Bewaffnung                  |                                       |
| Hauptbewaffnung              | 3,7-cm-Kanone L/21                    |
| Sekundärbewaffnung           | 1 × MG                                |
| Kampfbeladung HW             | 100 Geschosse                         |
| Kampfbeladung MG             | 2400 Schuss                           |
| 0Fahrleistung                |                                       |
| Motor                        | Hotchkiss Sechszylinder-Ottomotor     |
| Kühlung                      | Wasser                                |
| Hubraum                      | 5,9 l                                 |
| Bohrung / Hub                | 105/115 mm                            |
| maximale Drehzahl            | 2800 min−1                            |
| Leistung                     | 120 PS                                |
| Literleistung                | 20,3 PS/l                             |
| Leistung/Gewicht             | 10 PS/t                               |
| Getriebe                     | Fünf Vorwärtsgänge, ein Rückwärtsgang |
| Höchstgeschwindigkeit Straße | 36,5 km/h                             |
| Kraftstoffvorrat             | 210 l                                 |
| Reichweite Straße            | 150 km                                |
| Reichweite Gelände           | 90 km                                 |
| Lenkung                      | Cletrac                               |
| Laufrollen                   | 6                                     |
| Federung                     | Schraubenfedern                       |
| Watfähigkeit                 | 85 cm                                 |
| 0Panzerung                   |                                       |
| Wannenbug                    | 22 bis 34 mm                          |
| Wannenseite                  | 34 mm                                 |
| Wannenheck                   | 34 mm                                 |
| Wannendach                   | 22 mm                                 |
| Wannenboden                  | 12 mm                                 |
| Turmfront                    | 45 mm                                 |
| Turmseite                    | 40 mm                                 |
| Turmheck                     | 40 mm                                 |
| Turmdach                     | 30 mm                                 |